# صالح بن دردف
صالح عمر بن دردف (1933 - 9 نوفمبر 2020) كاتب وشاعر وفنان تشكيلي ورسام كاريكاتير ليبي، يُعد وأخوه الفنان التشكيلي حسن بن دردف من جيل ما بعد عوض عبيدة في الرسم الكاريكاتيري، ولم تُنشر أعماله الفنية والأدبية لأنه لم يكن من هواة الظهور الإعلامي.
صدرت له مجموعتان قصصيتان «حكايات بنغازية» عن وزارة الثقافة والمجتمع المدني، و«الثرثارة» عن دار الفضيل للنشر والتوزيع، وكان أحد محرري صحيفة نادي الهلال في بنغازي.

## وفاته
تُوفي في مدينة بنغازي يوم الاثنين 9 نوفمبر 2020 ميلاديًّا، الموافق 23 ربيع الأول هجريًّا، عن عمر ناهز 87 عامًا بعد معاناته مع المرض.